# Cogorno
Cogorno là một đô thị ở tỉnh Genova thuộc vùng Liguria, nằm ở vị trí cách khoảng 35 km về phía đông nam của Genova. Tại thời điểm ngày 31 tháng 12 năm 2004, đô thị này có dân số 5.316 người và diện tích là 9,1 km².
Đô thị Cogorno có các frazioni (đơn vị cấp dưới, chủ yếu là thôn làng) San Salvatore, Panesi, Monticelli, Carasco, Chiavari, Lavagna, và Ne.
Cogorno giáp các đô thị sau: Carasco, Chiavari, Lavagna, Ne.